# فرید موندراگون
فرید موندراگون (اسپانیایی: Faryd Mondragón‎؛ زاده ۲۱ ژوئن ۱۹۷۱) یک بازیکن فوتبال اهل کلمبیا است.

## تیم ملی
وی همچنین در تیم ملی فوتبال کلمبیا بازی کرده است.
موندراگون، دروازه‌بان 43 ساله کلمبیا که در جریان دیدار تیمش با ژاپن برای دقایقی به میدان رفت و لقب مسن‌ترین بازیکن تاریخ ادوار جام جهانی را به خود اختصاص داد، از فوتبال حرفه‌ای خداحافظی کرد.

## باشگاهی
وی در کارنامه خود سابقه بازی در تیم‌هایی از جمله رئال سوسیداد اسپانیا و گالاتاسرای ترکیه را دارد و با گالاتاسرای توانسته عنوان قهرمانی سوپرلیگ اروپا را به دست آورد.
موندراگون، پنجاه و ششمین و آخرین بازی ملی خود را در مرحله گروهی جام جهانی مقابل ژاپن انجام داد که این بازی با نتیجه 4 بر یک به سود کلمبیا به پایان رسید.